# Ausztrál rali

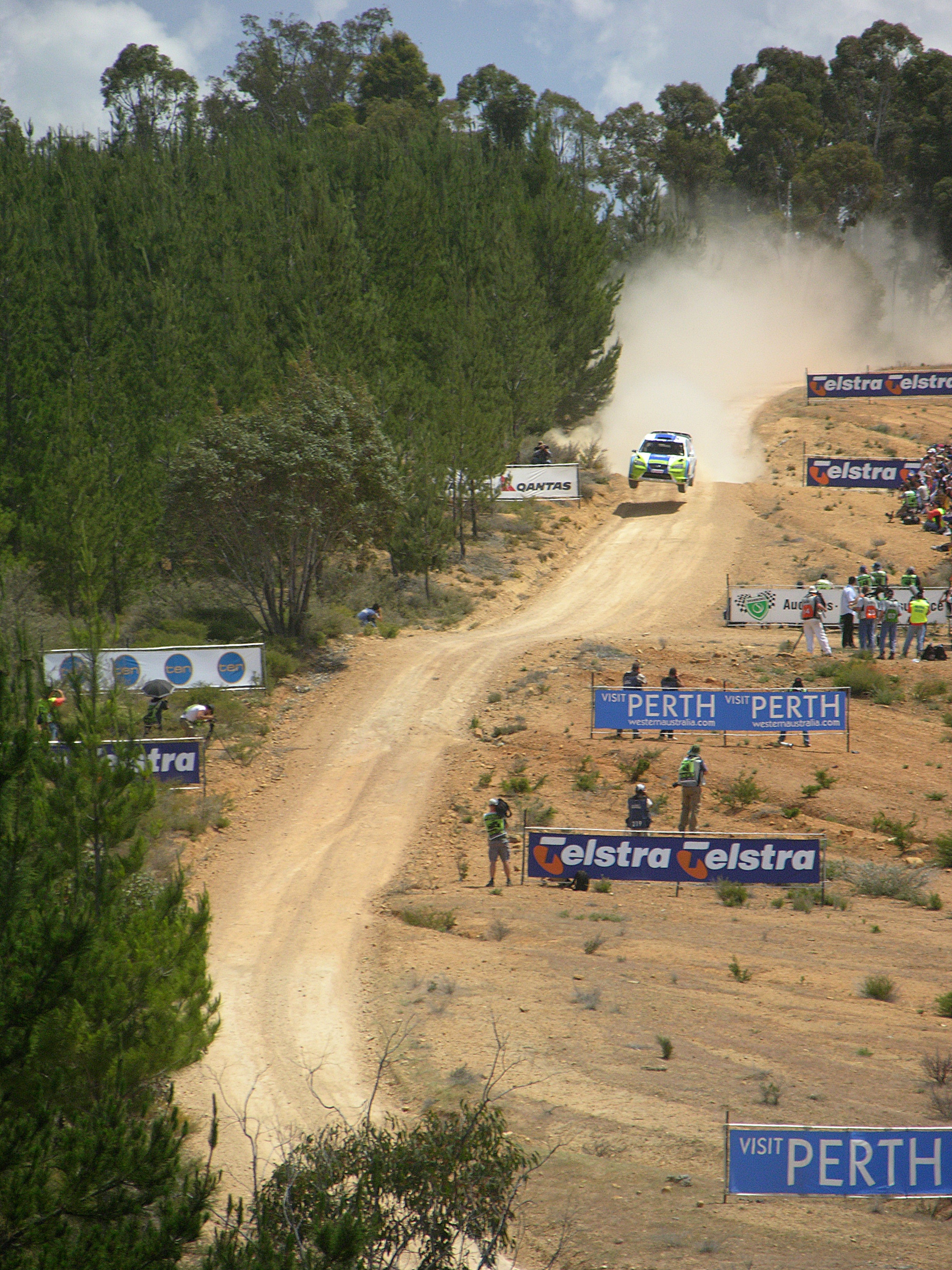
Marcus Grönholm 2006-ban

Az Ausztrál rali (hivatalosan: Rally Australia) egy raliverseny Nyugat-Ausztráliában. 1988 óta rendezik, első versenyt a svéd Ingvar Carlsson nyerte. 2007-ben és 2008-ban nem került megrendezésre, 2009-től azonban újra rali-világbajnoki futamként tért vissza.

## Győztesek
| Év   | Hivatalos megnevezés                   | Versenyző                | Navigátor                | Autó                       | Bajnokság |
| ---- | -------------------------------------- | ------------------------ | ------------------------ | -------------------------- | --------- |
| 1988 | 1st Rally Australia                    | Ingvar Carlsson          | Per Carlsson             | Mazda 323 4WD              | APRC      |
| 1989 | 2nd Commonwealth Bank Rally Australia  | Juha Kankkunen           | Juha Piironen            | Toyota Celica GT-Four      | WRC       |
| 1990 | 3rd Commonwealth Bank Rally Australia  | Juha Kankkunen           | Juha Piironen            | Lancia Delta Integrale 16V | WRC       |
| 1991 | 4th Commonwealth Bank Rally Australia  | Juha Kankkunen           | Juha Piironen            | Lancia Delta Integrale 16V | WRC       |
| 1992 | 5th Telecom Rally Australia            | Didier Auriol            | Bernard Occelli          | Lancia Delta HF Integrale  | WRC       |
| 1993 | 6th Telecom Rally Australia            | Juha Kankkunen           | Nicky Grist              | Toyota Celica Turbo 4WD    | WRC       |
| 1994 | 7th Telecom Rally Australia            | Colin McRae              | Derek Ringer             | Subaru Impreza 555         |           |
| 1995 | 8th Telstra Rally Australia            | Kenneth Eriksson         | Staffan Parmander        | Mitsubishi Lancer Evo III  | WRC       |
| 1996 | 9th API Rally Australia                | Tommi Mäkinen            | Seppo Harjanne           | Mitsubishi Lancer Evo III  | WRC       |
| 1997 | 10th API Rally Australia               | Colin McRae              | Nicky Grist              | Subaru Impreza WRC         | WRC       |
| 1998 | 11th API Rally Australia               | Tommi Mäkinen            | Risto Mannisenmäki       | Mitsubishi Lancer Evo V    | WRC       |
| 1999 | 12th Telstra Rally Australia           | Richard Burns            | Robert Reid              | Subaru Impreza WRC         | WRC       |
| 2000 | 13th Telstra Rally Australia           | Marcus Grönholm          | Timo Rautiainen          | Peugeot 206 WRC            | WRC       |
| 2001 | 14th Telstra Rally Australia           | Marcus Grönholm          | Timo Rautiainen          | Peugeot 206 WRC            | WRC       |
| 2002 | 15th Telstra Rally Australia           | Marcus Grönholm          | Timo Rautiainen          | Peugeot 206 WRC            | WRC       |
| 2003 | 16th Telstra Rally Australia           | Petter Solberg           | Phil Mills               | Subaru Impreza WRC         | WRC       |
| 2004 | 17th Telstra Rally Australia           | Sébastien Loeb           | Daniel Elena             | Citroën Xsara WRC          | WRC       |
| 2005 | 18th Telstra Rally Australia           | François Duval           | Sven Smeets              | Citroën Xsara WRC          | WRC       |
| 2006 | 19th Telstra Rally Australia           | Mikko Hirvonen           | Jarmo Lehtinen           | Ford Focus WRC             | WRC       |
| 2009 | 20th Repco Rally Australia             | Mikko Hirvonen           | Jarmo Lehtinen           | Ford Focus WRC             | WRC       |
| 2011 | 21th Rally Australia                   | Mikko Hirvonen           | Jarmo Lehtinen           | Ford Fiesta RS WRC         | WRC       |
| 2013 | 22nd Coates Hire Rally Australia       | Sébastien Ogier          | Julien Ingrassia         | Volkswagen Polo R WRC      | WRC       |
| 2014 | 23rd Rally Australia                   | Sébastien Ogier          | Julien Ingrassia         | Volkswagen Polo R WRC      | WRC       |
| 2015 | 24. Coates Hire Rally Australia        | Sébastien Ogier          | Julien Ingrassia         | Volkswagen Polo R WRC      | WRC       |
| 2016 | 25. Kennards Hire Rally Australia 2016 | Andreas Mikkelsen        | Anders Jæger             | Volkswagen Polo R WRC      | WRC       |
| 2017 | 26. Kennards Hire Rally Australia 2017 | Thierry Neuville         | Nicolas Gilsoul          | Hyundai i20 Coupe WRC      | WRC       |
| 2018 | 27. Kennards Hire Rally Australia 2018 | Jari-Matti Latvala       | Miikka Anttila           | Toyota Yaris WRC           | WRC       |
| 2019 | 28. Kennards Hire Rally Australia      | Bozóttűz miatt elmaradt. | Bozóttűz miatt elmaradt. | Bozóttűz miatt elmaradt.   | WRC       |

|}
- APRC - ázsia–óceániai ralibajnokság
- WRC - rali-világbajnokság

### Többszörös győztesek
| Győzelmek | Versenyzők      |
| --------- | --------------- |
| 4         | Juha Kankkunen  |
| 3         | Marcus Grönholm |
| 3         | Mikko Hirvonen  |
| 3         | Sébastien Ogier |
| 2         | Tommi Mäkinen   |
| 2         | Colin McRae     |

| Győzelmek | Gyártók    |
| --------- | ---------- |
| 4         | Volkswagen |
| 3         | Lancia     |
| 3         | Mitsubishi |
| 3         | Peugeot    |
| 3         | Subaru     |
| 3         | Ford       |
| 3         | Toyota     |
| 2         | Citroën    |